# Laura Libertad Álvarez
Laura Libertad Álvarez Mollinedo es una ingeniera agrónoma y activista transexual de Bolivia. Fue parte de la Defensoría del Pueblo de Bolivia, en 2016, como responsable Educación y Difusión de los Derechos de Poblaciones en Situación de Vulnerabilidad.
Fue presidenta del Colectivo TLGB- Bolivia (2014- 2016) y formó parte de la Organización de Travestis, Transexuales y Transgénero Femeninos (OTRAF- Bolivia), desde donde apoyó el desarrollo de estudios sobre la población trans femenina, así como en la proyección de la Ley de Identidad de Género, que permite a la población trans boliviana cambiar sus nombres propios y dato del sexo e imagen en sus documentos de identidad.

## Vida personal
Laura Libertad Álvarez es de origen quechua; tiene ascendencia potosina. Sus padres fueron Abel Álvarez, de origen potosino y nacido en La Paz, y Leticia Mollinedo, de origen beniano.  A la separación de éstos, Laura fue criada por sus tías y abuelos paternos, quienes le inculcaron la fe religiosa adventista.
Su infancia la vivió entre la comunidad rural de su abuela, Alejandrina, en Potosí, entre las ciudades de Cochabamba y La Paz, y en las minas de Catavi, Siglo XX, Telamayu, Quechisla, Chorolque y Santa Ana.
Álvarez cuenta que, desde su niñez, empezó a sentir atracción hacia las prendas femeninas y maquillaje de sus tías, los cuales usaba cuando estas no se encontraban en casa.
A los 14 años se trasladó a La Paz para vivir con la nueva familia de su padre. En este nuevo entorno, recibió la influencia anarquista de su madrastra, quien era miembro de la Federación Obrera Local (FOLC). En esta ciudad,  Álvarez fue dirigente de la Federación de Estudiantes de Secundaria (FES).
Durante su servicio militar obligatorio, Laura Libertad fue declarada "inhábil", después de ocho meses de servicio, debido a que respondió a las agresiones físicas del comandante.
Estudió la Carrera de Ingeniería Agronómica en Cochabamba. Al terminar el curso trabajó en las áreas rurales por 13 años, donde incorporó los principios de observación participativa e involucramiento de las personas en el proceso a través de la Pachasofía del pachankiri (ser-estar cotidiano) y la interrelación entre humanidad-naturaleza-espiritualidad.
En este periodo, Álvarez, además, tuvo la oportunidad de reflexionar sobre las relaciones sexuales en el área rural, que difieren de los estereotipos establecidos en la cultura occidental y se encuentran íntimamente ligadas a la fertilidad de la tierra y la comunidad; así como sobre la transexualidad indígena, donde, en determinados espacios, son asumidos con buen augurio.
Al cumplir 30 años, Álvarez se asumió de forma pública como mujer transexual. En 2016 cambió su identidad en sus documentos de identidad, en el marco de la Ley 807 de Identidad Género que se aprobó ese mismo año.

Cuando nací me asignaron el sexo masculino (…); sin embargo, conforme pasó el tiempo, en mi niñez y adolescencia, (sentía que) algo estaba fallando, algo estaba mal o era incongruente con mi identidad, eso quiere decir que yo sufro de una condición de ser transexual.

Laura Libertad se autoidentifica como Ullupaku Dominatrix, que apela a su identidad indígena y sus prácticas sexuales. El denominativo combina el neologismo quechua Ullupaku (Ullu=falo o pene y Sipaku=buena moza, mujer joven), para identificar en esta cultura a la "mujer con pene”; y el término latín Dominatrix, usado para describir a una mujer dominante en las prácticas sensuales.

Cuando yo me autodenomino una mujer con pene, estoy diciéndole a este mundo que el carácter sexual, genital no te define. Yo modifico mi cuerpo y digo que mi cuerpo es el que hace ejercicio político en la sociedad, no hay otro que haga ejercicio político en este mundo y para el mundo trans el cuerpo habla.

## Activismo
Como miembro del Colectivo TLGB- Bolivia y de OTRAF- Bolivia, Álvarez impulsó la reflexión y debate en torno a temas como la población trans femenina y el trabajo sexual, desde una visión antropológica, biomédica y social. Su activismo propone, básicamente, el reconocimiento de la igualdad de derechos para las personas trans en las distintas áreas.
Desde estos espacios, Álvarez impulsó junto a otros colectivos, la aprobación de la Ley de Identidad de Género. El anteproyecto fue presentado a la Asamblea Legislativa Plurinacional en noviembre de  2015 y aprobada en mayo de 2016.
Sobre el trabajo sexual, la activista plantea dos elementos: uno, referido a una homofobia institucionalizada que  hace de este trabajo la única posibilidad para la obtención de recursos económicos por parte de la población trans; y el segundo, referido a la obtención de contacto físico y placer sexual a través del trabajo sexual, el cual no podría lograrse en un ambiente social predominantemente homofóbico y machista.
En 2015, junto a otros colectivos, también presentaron al legislativo boliviano el anteproyecto de Ley para el Acuerdo de Vida en Familia (2015), el cual no llegó al debate.